# Paramesiodes
Paramesiodes là một chi bướm đêm thuộc phân họ Tortricinae của họ Tortricidae.

## Các loài
- Paramesiodes aprepta Bradley, 1965
- Paramesiodes longirostris Diakonoff, 1960
- Paramesiodes minor Diakonoff, 1960